# 伯里克里克 (加利福尼亞州)
伯里克里克（英語：Berry Creek）是位於美國加利福尼亞州比尤特縣的一個人口普查指定地區。

## 地理
伯里克里克的座標為39°38′43″N 121°24′12″W / 39.64528°N 121.40333°W，而該地最高點為海拔高度608米（即2000英尺）。

## 人口
根據2010年美國人口普查的數據，伯里克里克的面積為148.09平方千米，當中陸地面積為147.94平方千米，而水域面積為0.15平方千米。當地共有人口525人，而人口密度為每平方千米3人。